# Junge europäische Studenteninitiative

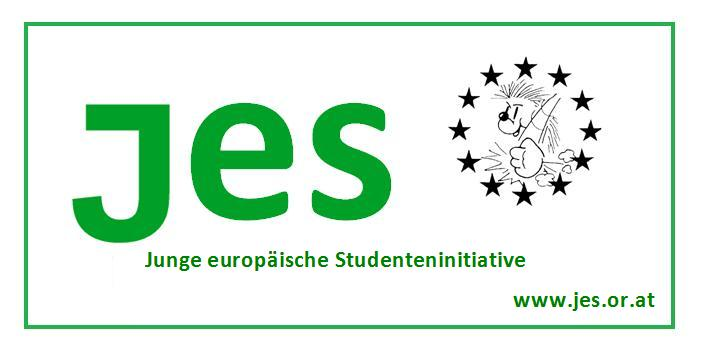
Logo der JES Studenteninitiative

Auf die Initiative von Vincenz Liechtenstein, Carina Rys, Wulf G. Hauser und Peter Sassmann wurde die Junge europäische Studenteninitiative (JES) als Unterorganisation der Paneuropa-Union im Jahr 1974 als konservative und europäische Antwort auf die links-revolutionäre Studentenbewegung gegründet.
Dank der hochschulpolitischen Erfolge, die vor allem auf die serviceorientierten Angebote zurückzuführen sind, zog die JES 1975, bereits nach wenigen Monaten ihres Bestehens, mit vier Mandaten in den Zentralausschuß ein und konnte ihren anfänglichen Erfolg unter der Führung von Carina Rys im Jahr 1977 auf sieben Mandate, unter der Führung von Rainer Stephan im Jahr 1979 auf elf Mandate (14 % der abgegebenen Stimmen) und unter der Führung von Philipp Hartig 1981 auf 16 Mandate erhöhen.
1979–80 folgte eine Phase der intensiven ideologischen Arbeit. An allen österreichischen Universitäten wurden öffentliche Diskussionen gegen die Fristenregelung veranstaltet. Intern war das Hauptgewicht hauptsächlich auf weltanschauliche Grundsatzschulungen gerichtet.
Im Jahr 1981 gründete der Berner Germanistik-Student Vinzenz Bartlome nach einem Wienaufenthalt die Schweizer JES, die Gruppen in Bern, Freiburg, Zürich, St. Gallen und Aargau unterhielt. Sie machte mit einem großangelegten Marxismus-Seminar auf sich aufmerksam und erzwang in der CVP die Diskussion über ein konservatives Grundsatzprogramm. Nach der JES-Südtirol war sie der zweite Schritt über die Grenzen. Es folgte die JES-Trient als dritter und JES-Deutschland als vierter Schritt. 
Von 1981 bis 1983 übernahm die JES den Vorsitz der Hochschülerschaft der Universität Wien sowie der Wirtschaftsuniversität Wien und erreichte im Jahr 1985 unter der Führung von Carl-Albrecht Waldstein mit bundesweiten 21 % ihren bis dato größten Wahlerfolg. Darüber hinaus errang sie auf der Wirtschaftsuniversität Wien sowie auf dem Juridicum die absolute Mehrheit.
Von diesem Zeitpunkt an nahmen die Wahlerfolge der JES stetig ab. War die JES 1995 noch mit zwei Mandataren in der Österreichischen Hochschülerschaft repräsentiert, so schied sie im Jahr 1999 aus der Bundesvertretung aus.
Im Jahr 2007 wurde die JES auf Initiative von Venzel Czernin wiedergegründet und erzielte unter der Spitzenkandidatur von Bernhard Grubmüller an der Universität Wien ein Stimmenergebnis von 3,5 %.
Zu den ÖH-Wahlen 2015 trat sie nicht mehr an.